# Slot (transporte)

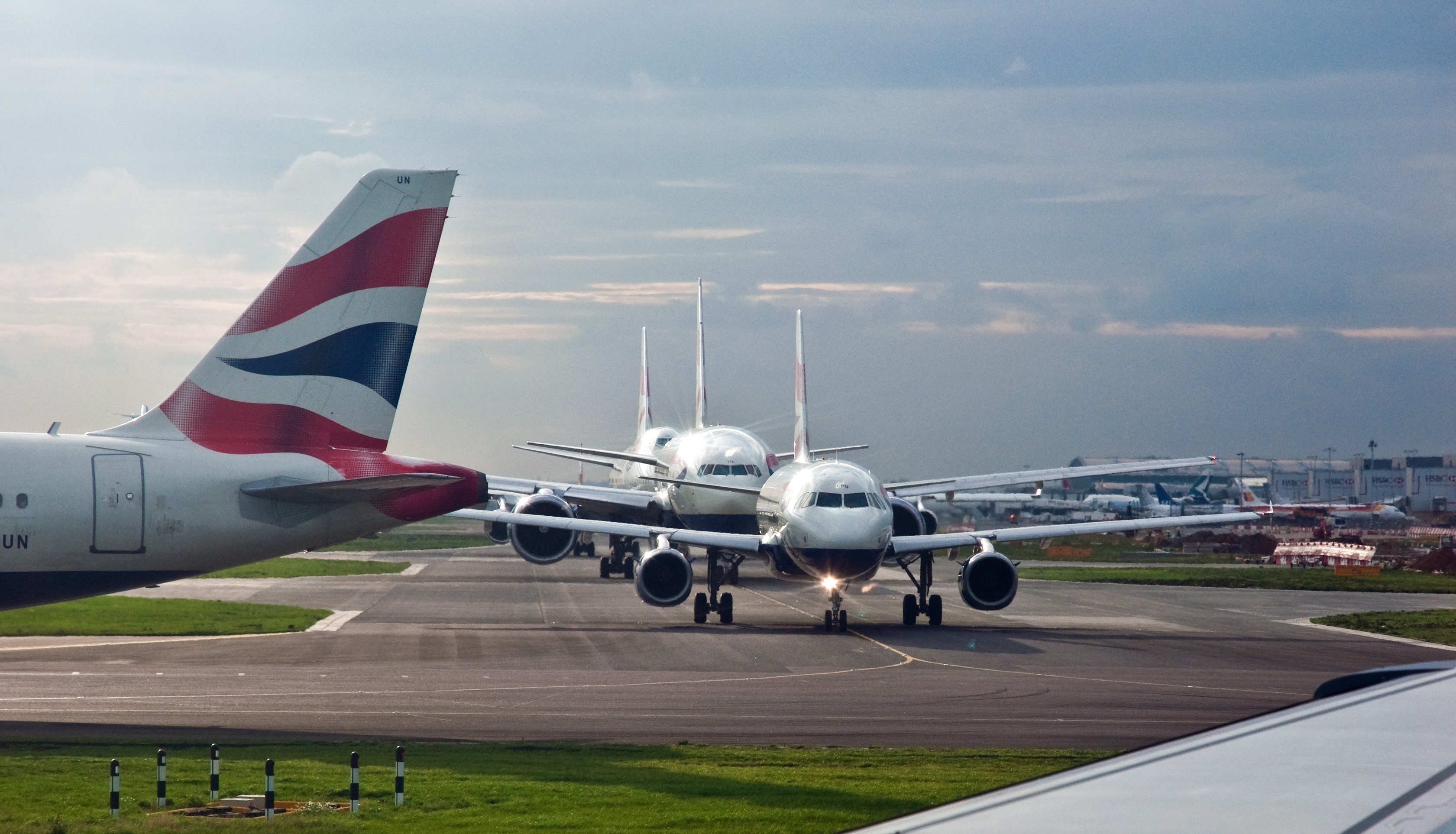
Fila para despegar en el aeropuerto de Londres

Un slot o franja es una reserva de tiempo para realizar un trayecto, que se establece para tener preferencia al realizarlo y poder cumplir un horario previsto.

## Aeronáutica
Para realizar un trayecto controlado un avión debe de solicitar un slot en el que se establezca el horario especificado. Una vez concedido el slot, los controladores aéreos le reservan el espacio aéreo durante ese turno (15 min). Si un avión no puede cumplir el horario asignado pierde el slot, y con ello la preferencia, por lo que tienen que esperar hasta que todos los demás aviones le dejen el espacio libre, lo cual ocasiona graves retrasos a quién pierde el slot asignado.
Los aeropuertos se clasifican en 3 niveles según si es imprescindible solicitar un slot para utilizarlo. Un trayecto puede componerse de varios slots: de despegue, de aterrizaje, etc. Normalmente un avión no despega hasta que tiene reservado un slot completo, pues si no tendría que esperar en el aire gastando combustible.
En la Unión Europea los slots son concedidos por Eurocontrol.

## Ferrocarril
Una franja ferroviaria funciona de manera similar. Las compañías ferroviarias solicitan al administrador de la infraestructura que les reserve un determinado tramo para una circulación. Si es concedido, el tren tiene reservado ese turno, denominado surco ferroviario, y tiene preferencia sobre los demás trenes. Cuando el administrador de infraestructuras desarrolla los surcos disponibles lo hace intentando sacar el máximo partido a la red, buscando que las diferentes franjas se interfieran entre sí lo mínimo posible. Los surcos ferroviarios suelen ser más rígidos que los slots en aviación, ya que exige homogeneidades en material rodante, velocidades, señalización, etc.
- Datos: Q1249105